# Église Saint-Michel de Villefranche-sur-Mer

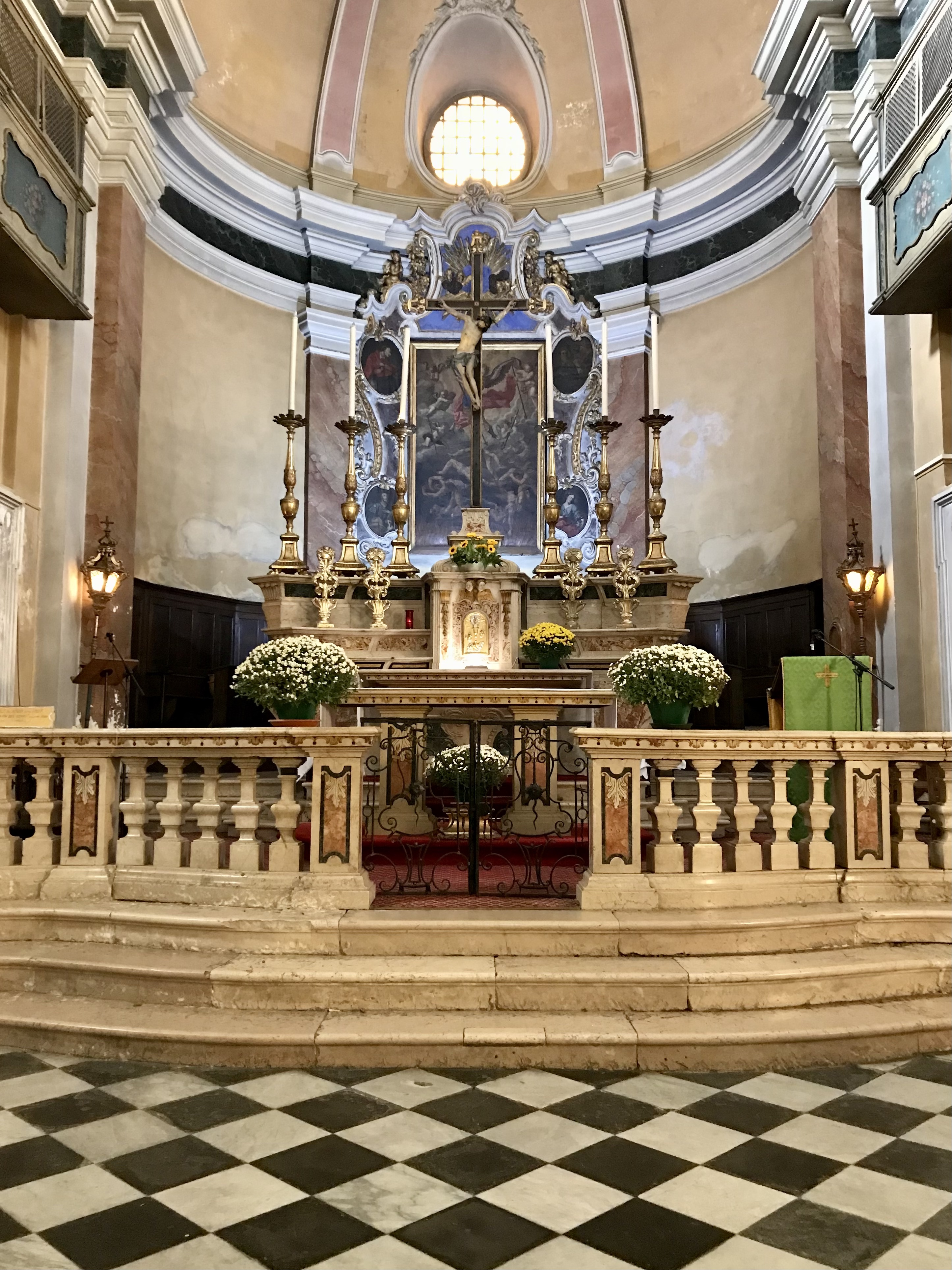
Nef de l'église Saint-Michel de Villefranche-sur-Mer.

L'église Saint-Michel est une église située à Villefranche-sur-Mer dans le département français des Alpes-Maritimes et la région Provence-Alpes-Côte d'Azur.
L'édifice est classé au titre des monuments historiques le 26 juin 1990.

## Historique
Un premier prieuré dépendant de l'abbaye de Saint-Pons est cité au XIIIe siècle.
Après la fondation de Villefranche, en 1295, Charles d'Anjou accepte, en 1306, la demande des habitants de construire une église dédiée à saint Michel.
Au XVIIIe siècle, le Conseil de ville décide de reconstruire l'église médiévale devenue trop vétuste.
Le 7 mars 1732, l'évêque de Nice bénit la première pierre. On ne connaît pas le nom de l'architecte, mais le style de la construction se rapproche de celui de l'architecte Borra. Des éléments de la façade peuvent se rapprocher d'ouvrages construits par Devincenti.
Le 3 juillet 1752, la construction est arrivée au niveau de l'arasement des murs, et on s'apprête à monter la voûte.
L'église est achevée en 1757.

## Description
L'église est construite sur un plan en croix latine. La nef a deux travées et est éclairée par des oculus situés au-dessus des collatéraux placés de part et d'autre de la nef. Ces collatéraux se terminent sur un transept peu saillant donnant sur la travée du chœur se terminant en hémicycle.
La nef est rythmée par des pilastres jumelés détachés des piles, reprenant l'ordre toscan déjà utilisé pour le premier niveau de la façade. Sur chacun des pilastres de la nef s'appuient les nervures jumelles de la voûte de la nef et les arcades de communication avec les collatéraux.

## Décor
- On trouve dans l'église le monument funéraire en marbre d'Octave Emmanuel Camparo de Cairo, chevalier de Malte, décédé en 1728.
- Derrière le maître-autel se trouve un ensemble de tableaux dans un encadrement baroque représentant autour de saint Michel archange précipitant les damnés en Enfer, saint Charles Borromée en prières, saint Roch en méditation, la décollation de saint Hospice, sainte Élisabeth de Hongrie, classés au titre d'objets, en 1984[2] ;
- tableau représentant la fuite en Égypte, classé au titre d'objet, en 1984[3] ;
- tableau de l'Assomption de la Vierge, classé au titre d'objet en 1984[4] ;
- Une statue de saint Roch représenté avec son bâton de pèlerin, vivant en ermite après avoir contracté la lèpre et nourri par un chien.
- Un christ gisant grandeur nature, sculpté par un galérien anonyme dans un seul bloc de bois de figuier, datant du XVIIe siècle.
- de nombreux objets ont été classés par le service des Monuments historiques.

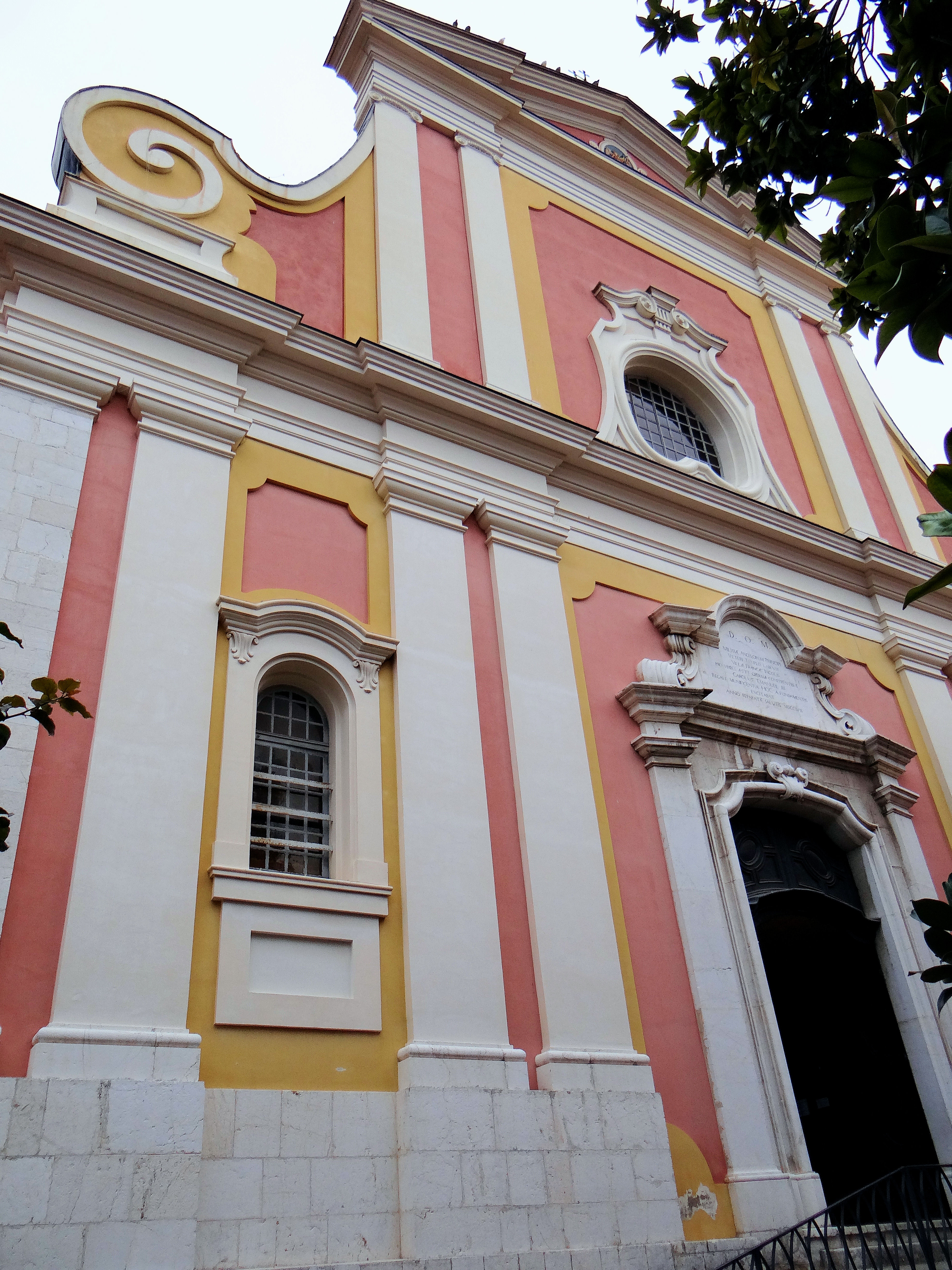
Façade.
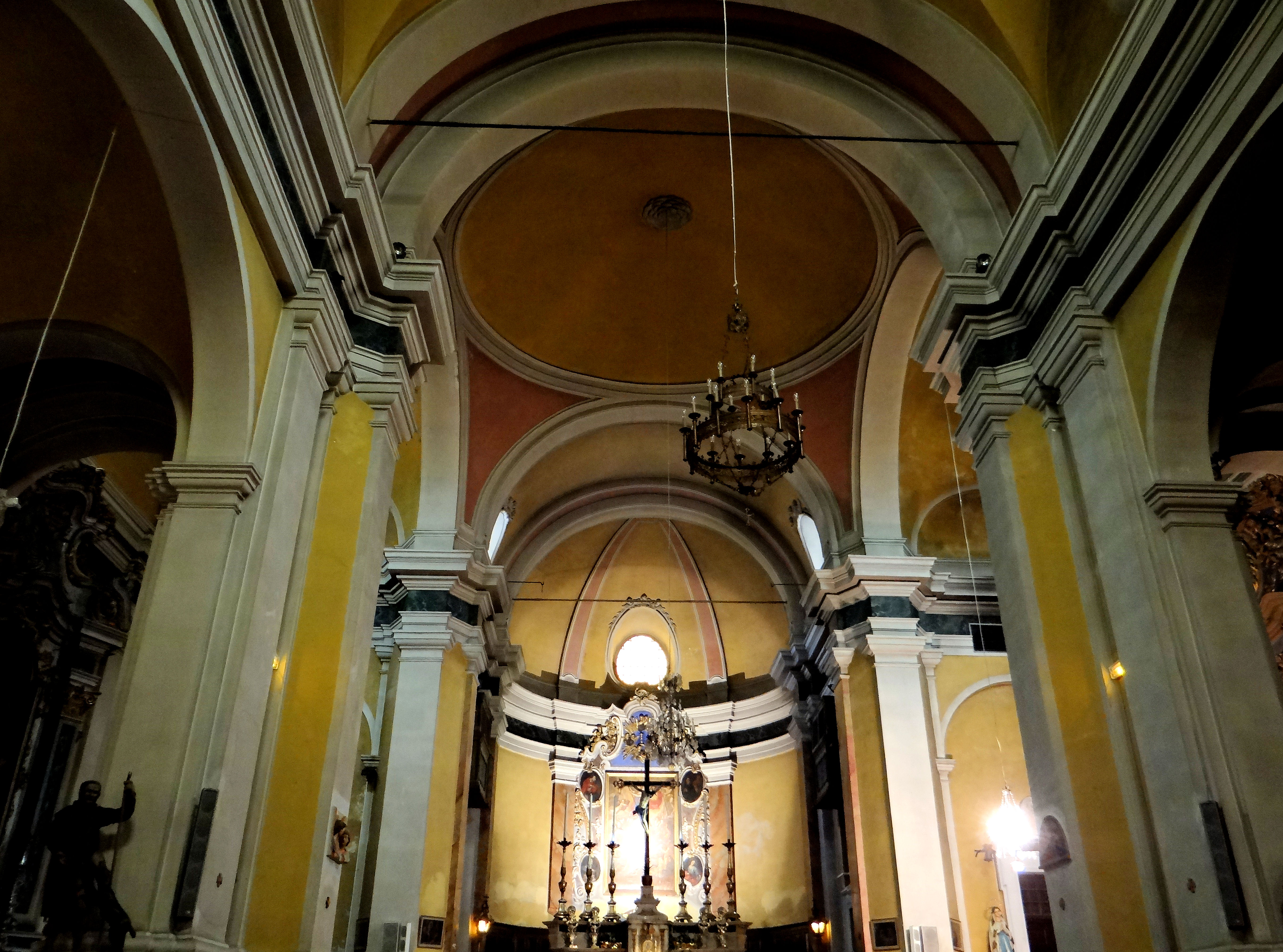
La nef principale.
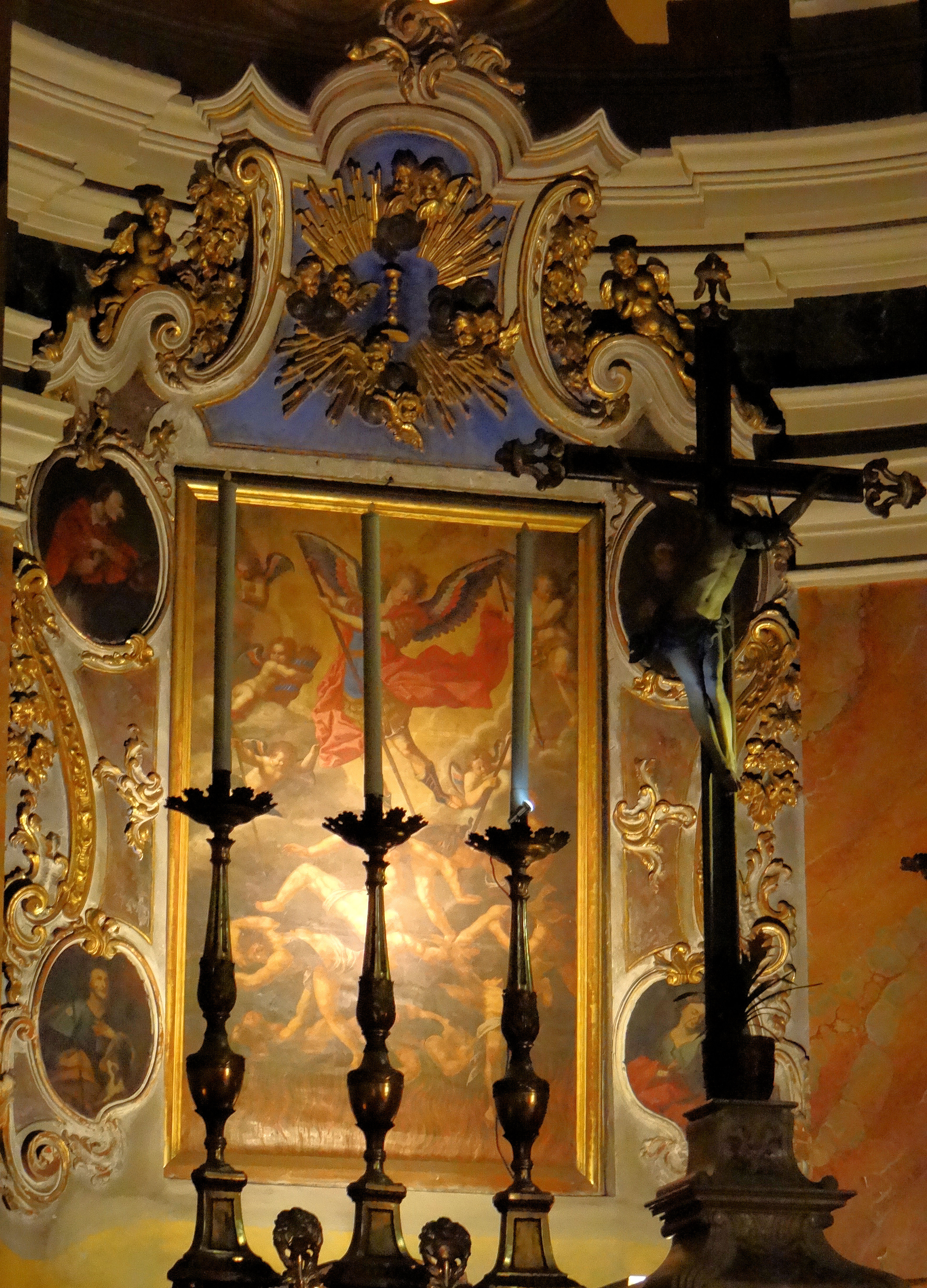
Tableaux du maître-autel avec, au centre, « saint Michel archange précipitant les damnés en Enfer ».
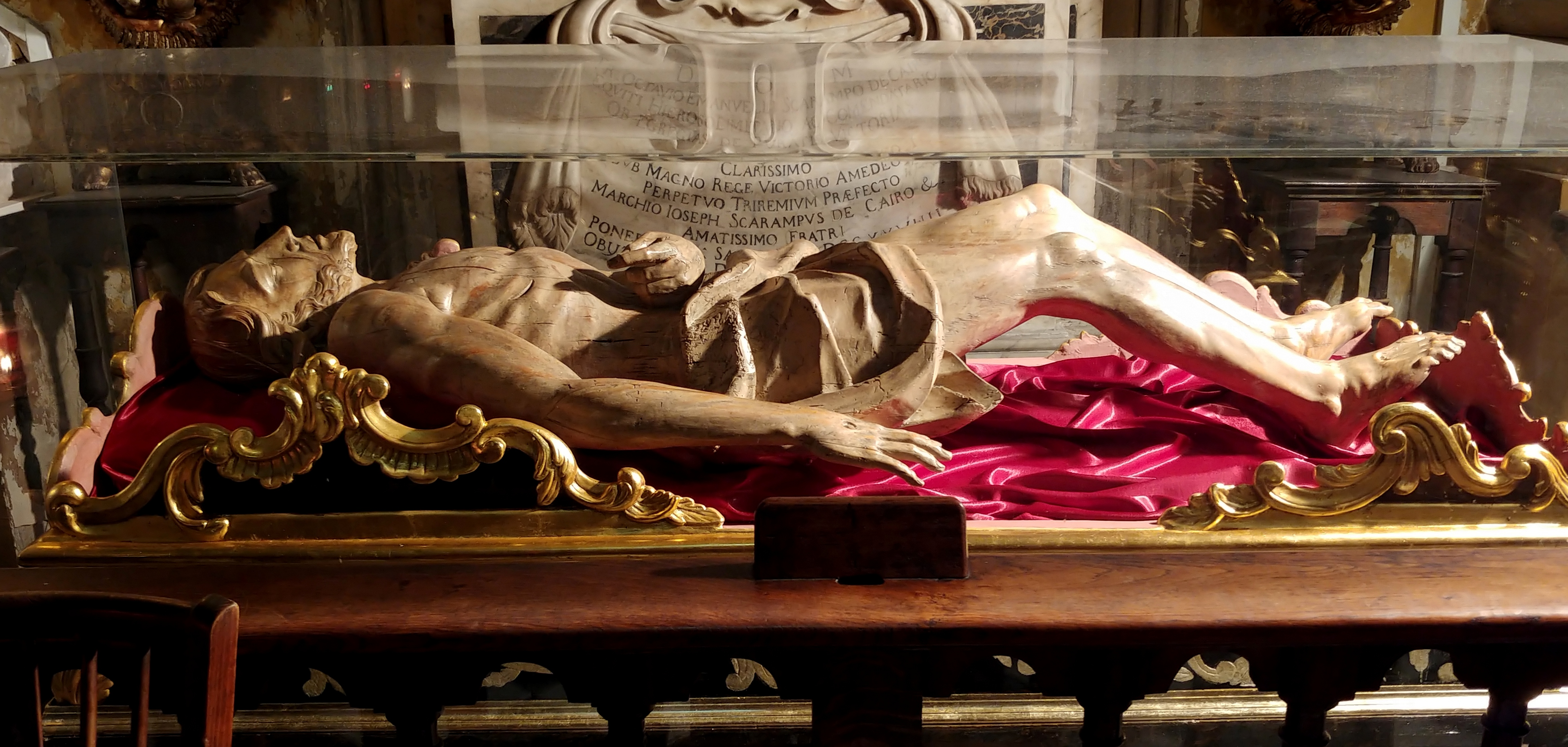
Christ du Galérien.
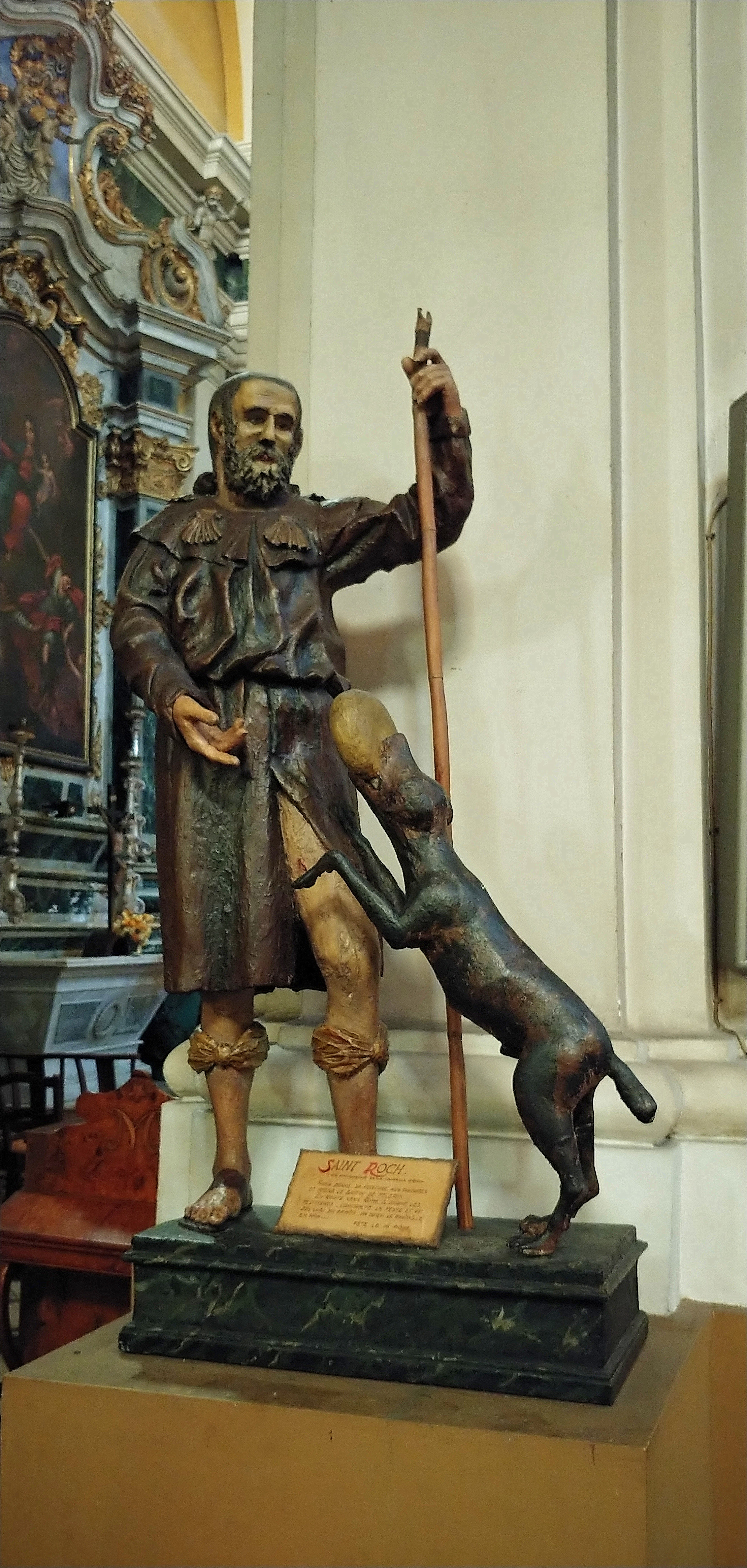
Statue de saint Roch.

## L'orgue Grinda

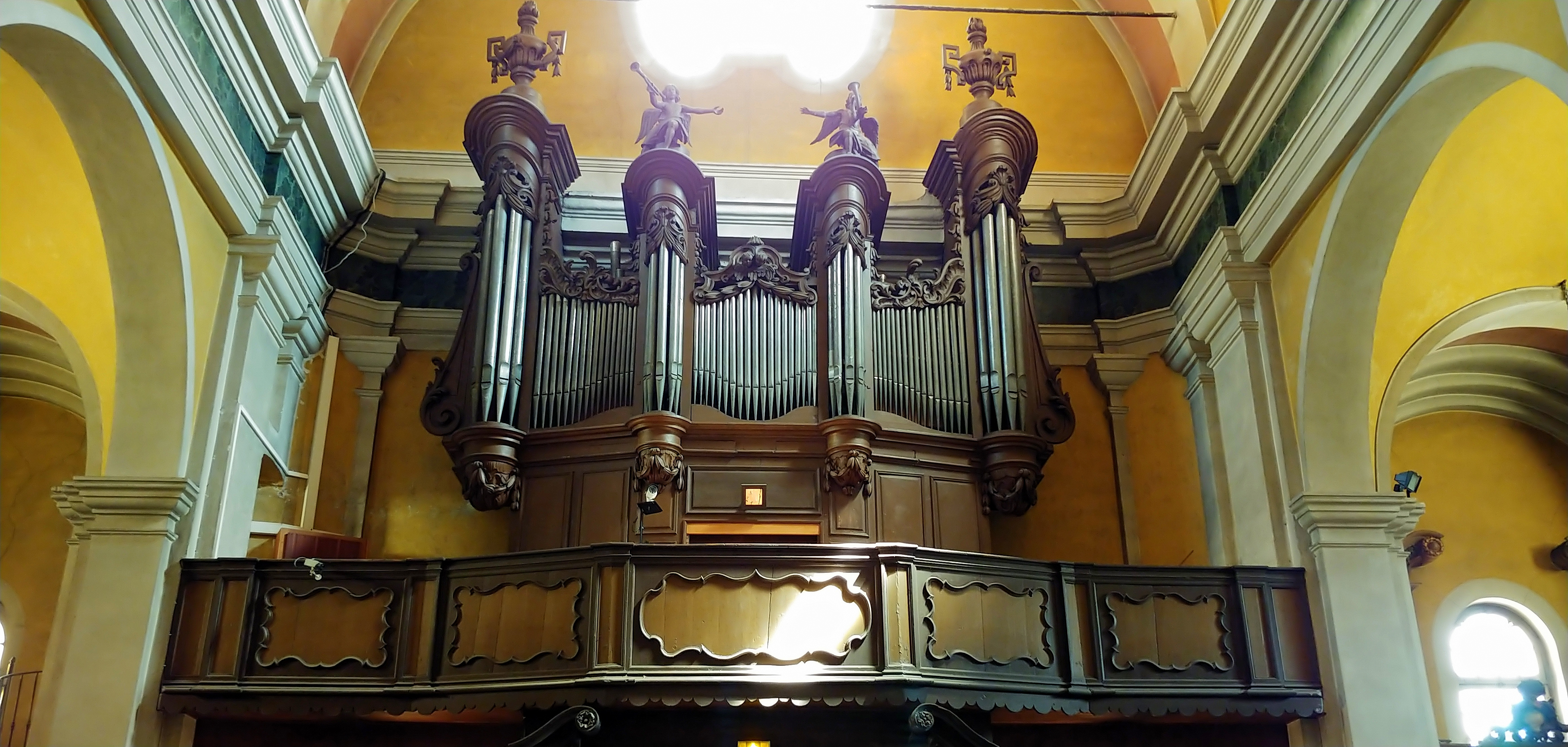
L'orgue Grinda.

L'église conserve des orgues construits par les frères Grinda, facteurs d'orgues à Nice, datés de 1790. Le buffet d'orgue réalisé par le menuisier Jean Antoine Mangiapan (Giovanni Antonio Mangiapano) a été classé au titre d'objet en 1971.
Un devis de 1843 est présenté pour la réalisation d'un orgue neuf, non réalisé.
En 1871, le facteur d'orgues marseillais François Mader a effectué des travaux de restauration sur le clavier, le pédalier et la soufflerie.
Des travaux de restauration malencontreux faits à partir de 1962 ruinent l'instrument.
En 1982, le facteur d'orgues grenoblois Michel Giroud entreprend des travaux de restauration de l'orgue à partir des éléments subsistant de l'orgue initial et en s'inspirant des orgues de Clans et de l'Escarène des frères Grinda.
Des travaux ont été exécutés entre novembre 2002 et février 2006 par le facteur d'orgues Cabourdin.

### Description
L'orgue est de style français avec un seul clavier de 53 notes, entre C1 et fa5 sans le premier do dièse. Le pédalier à la française est neuf et comporte 17 notes sans jeu propre. Il est accordé sur la 415 en tempérament inégal.
Jeux :
Montre : 8
Bourdon : 8
Prestant : 4
Nazard : 2 2/3
Doublette : 2
Tierce : 1 3/5
Larigot : 1 1/3
Plein jeu : VI
Cornet (D) : V
Trompette : 8
Clairon : 4
Cromorne : 8
Accessoire : Vielle (2 tuyaux sol et ré)

### Biographie
- Philippe de Beauchamp, L'art religieux dans les Alpes-Maritimes, p. 95, Édisud, Aix-en-Provence, 1983  (ISBN 2-85744-485-0)
- Dominique Foussard, Georges Barbier, Baroque niçois et monégasque, p. 208-211, Picard éditeur, Paris, 1988  (ISBN 2-7084-0369-9) ; p. 317